# Heiki Kranich
Heiki Kranich (* 9. Oktober 1961 in Haapsalu) ist ein estnischer Politiker.

## Leben
Heiki Kranich besuchte bis 1980 die Schule im westestnischen Haapsalu. Er war von 1980 bis 1991 als Elektromonteur und Mechaniker im Rajon Haapsalu (damals Estnische SSR) beschäftigt. 1991 schloss er sein Studium im Fach Elektroingenieurwesen in Leningrad ab. 1991/92 arbeitete er kurzzeitig im Bankgewerbe.
Als Estland seine Unabhängigkeit von der Sowjetunion wiedererlangte, ging Kranich in die Politik. 1990 war er Mitbegründer der Liberaldemokratischen Partei Estlands (Eesti Liberaaldemokraatlik Partei). 1992 wurde er für die konservative „Wahlvereinigung Vaterland“ (Valimisliit Isamaa) als Abgeordneter in das estnische Parlament (Riigikogu) gewählt. Kranich wurde 1995 erneut ins Parlament gewählt, dieses Mal als Mitglied der liberalen Reformpartei (Reformierakond). Ab 1996 war Kranich auch Generalsekretär der Reformpartei.
Von Januar bis Juni 1994 war Kranich im ersten Kabinett von Ministerpräsident Mart Laar Finanzminister. Von 1993 bis 1998 war er außerdem Mitglied des Aufsichtsrats der estnischen Zentralbank (Eesti Pank).
Von März 1999 bis Januar 2002 bekleidete Kranich im zweiten Kabinett Laar das Amt des Umweltministers. Er hatte dieses Amt anschließend bis April 2004 im Kabinett von Ministerpräsident Siim Kallas inne.
Seit 2009 ist Heiki Kranich Leiter der staatlichen estnischen Lotto-Gesellschaft Eesti Loto.